# Fronteira China–Nepal
A fronteira entre a China e o Nepal é a linha de 1236 km de extensão, ao longo da cordilheira do Himalaia, direção noroeste-sudeste, que separa o sul de Xizang (Região Autônoma do Tibete), República Popular da China, do território do Nepal. Nessa fronteira fica o mais alto pico do mundo, o Monte Everest.
A linha divisória  estende entre duas fronteiras tríplices República Popular da China-Nepal-Índia, uma no oeste, na zona nepalesa de Makahali. Passa por mais 9 zonas do Nepal, até o oeste, no outro ponto tríplice com a Índia, na zona de Mechi.
Sua definição data desde a formação do primeiro reino do Nepal pelos Gurkhas, no século XVIII. É uma das mais naturais fronteiras da terra, em função da barreira do Himalaia.
A República Popular da China e o Reino do Nepal tiveram uma breve disputa de fronteira antes de 1960,  esta foi resolvida com a assinatura de um acordo de fronteira em 1961.

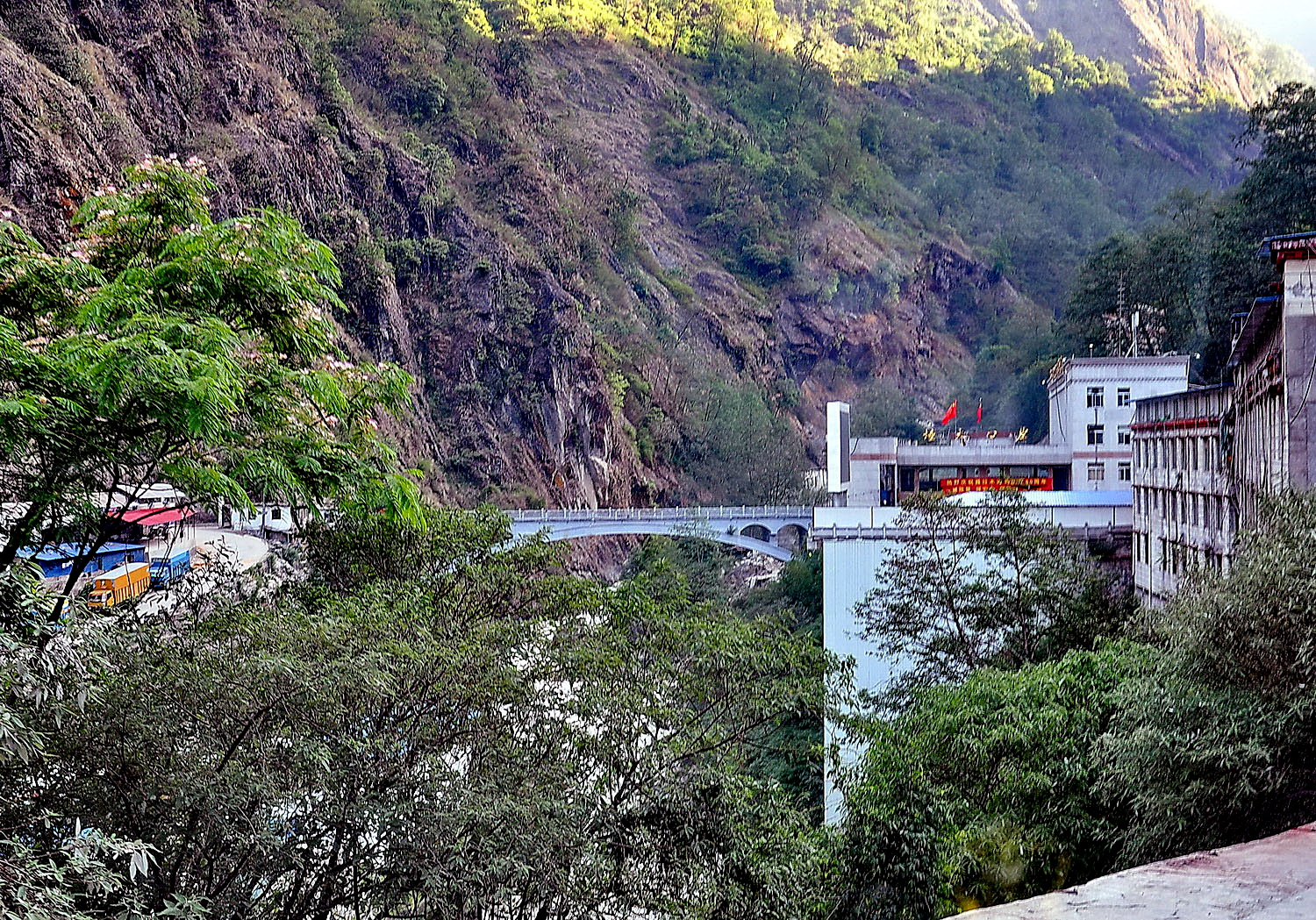
A Ponte da Amizade entre China e Nepal.

Os limites desta fronteira em particular mudaram drasticamente ao longo do tempo, especialmente quando considerados eventos relativamente recentes, como a anexação do Tibete. No entanto, alguns dos desenvolvimentos mais significativos dos tempos modernos seriam a assinatura do "Acordo para a Manutenção de Relações Amigáveis entre a República Popular da China e o Reino do Nepal" em 1956 e o "Tratado Sino-Nepalês de Paz e Amizade" em 1960, ambos os quais reconheceram formalmente o Tibete como parte da China e confirmaram os limites da China e do Nepal como são conhecidos hoje. 